# 萬喜
Vinci是一家法國建築公司，總部位於巴黎郊區的吕埃-马尔迈松。除了建築業之外，還負責多家機場的運營。

## 歷史
該公司創立於1899年，當時叫做“Société Générale d’Entreprises S.A.”（而中文譯名為「西寶建築」），2000年改現名。

## 承建項目

### 歐洲
- 蒙帕納斯大樓，法國巴黎，1973年
- 龐畢度中心，法國巴黎，1977年
- 英法海峽隧道，英國福克斯通-法國加萊，1994年（CTG/F-M聯營）
- 諾曼第大橋，法國塞納河，1995年
- 華士古·達伽馬大橋，葡萄牙里斯本，1998年
- 里翁-安迪里翁大桥，希臘科林斯灣，1998年（Gefyra S.A.聯營）
- 哥本哈根地铁1号线及2號線，丹麥哥本哈根，2002年（哥本哈根地鐵建設集團聯營）
- 安聯里維耶拉球場，法國尼斯，2013年
- 切尔诺贝利核电站新石棺，烏克蘭切尔诺贝利，2017年
- 国际热核聚变实验反应堆，法國卡達拉舍，2020年

### 非洲
- 阿布辛拜勒神廟遷建，埃及阿斯旺，1968年

### 亞洲
- 青泰苑，英屬香港，1988年
- 青葵公路，香港，1997年
- 金茂大廈，中國上海市，1998年（西寶、大林組、上海建工集團及其士（建築）聯營）
- 二滩水电站，中國四川省攀枝花市，1999年
- 小浪底水利枢纽，中國河南省洛陽市，2001年
- 杜尚別國際機場客運大樓擴建，塔吉克杜尚別，2014年
- 亞武茲蘇丹塞利姆大橋，土耳其伊斯坦堡，2016年
- 多哈地鐵部分標段，卡塔爾，2019年
- 港鐵屯馬線獅子山鐵路隧道及黃大仙段鑽挖隧道，香港，2020年
- 港鐵東鐵線金鐘站越位隧道，香港，2022年
- 卡塔爾-巴林長堤，卡塔爾及巴林，預計2022年

### 美洲
- 大西洋桥，巴拿馬，2019年

## 爭議
萬喜曾負責建造貫穿莫斯科附近希姆基森林的收費公路，希姆基75%的居民（約208,000人）發起抗議。2010年8月27日，時任总统德米特里·梅德韦杰夫決定停止公路建设，举行公众听众会。

## 外部連接
- 官方网站